# Miloš Sýkora

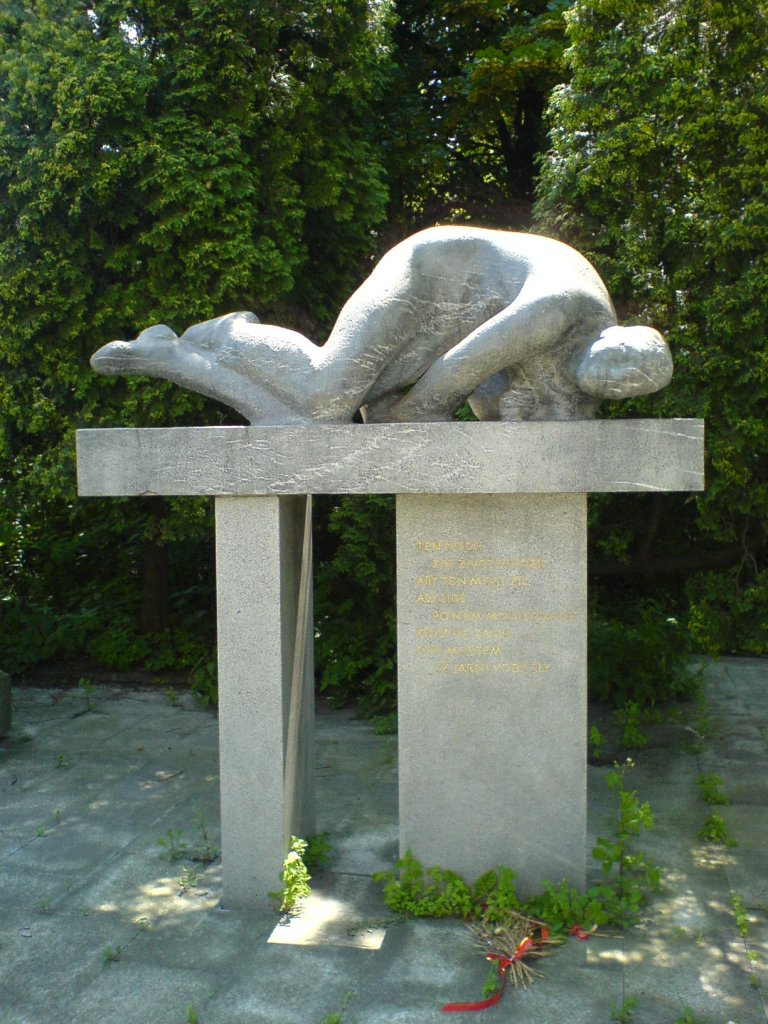
Pomník Miloše Sýkory od Konráda Babraje

Miloš Sýkora (15. listopadu 1920 Heřmanice – 30. dubna 1945 Ostrava), vlastním jménem Emil Sýkora, byl ostravský soustružník, který zahynul koncem druhé světové války během osvobozování Ostravy a je po něm pojmenován most Miloše Sýkory.

## Život
Narodil se v dělnické rodině v domě čp. 73. Jeho otec, strojní zámečník na dnešním dole Petr Bezruč, zemřel v roce 1923 na plicní chorobu. Matka byla v domácnosti, protože však nebyla schopna uživit sebe a svou rodinu z malé penze po manželovi, hledala si práci. Po několika dočasných zaměstnáních nalezla stálý pracovní poměr jako školnice ve Skřečoni u Bohumína. Zde s ní až do svých pěti let pobýval i malý Emil.
Chlapec pobýval poměrně často u své tety Františky Důlové v Muglinově i strýce Gustýna v Michálkovicích. Jako prvňák navštěvoval školu v Rychvaldě, kde pobýval u svých příbuzných, rodiny Koláčkových. Rychvaldskou školu navštěvoval i ve druhé třídě. V té prodělal těžký záškrt. Poté se jeho matka rozhodla ponechat Emila definitivně u tety Důlové. Ta sama měla šest vlastních dětí, Emil byl sedmý v rodině. Teta si ho velmi oblíbila pro jeho klidnou, mírnou a skromnou povahu, on sám si jí později velmi vážil pro její péči, za kterou byl vděčný.
Miloš, jak si ho Důlovi přejmenovali, zde brzy zdomácněl. Chodil do obecní i měšťanské školy na Hladnově. V té době již vnímal nelehkou sociální situaci své rodiny i svých kamarádů. Jako dospívající pomáhal v mládežnickém hnutí. On i jeho přátelé roznášeli letáky, zvali na schůze a podporovali činnost komunistické strany.
V roce 1935 nastoupil do učení. Jeho teta nesouhlasila s tím, aby se stal horníkem, proto se u německé firmy Mareth a Pachet sídlící v Ostravě-Přívoze vyučil soustružníkem.
V roce 1937 vstoupil do Svazu mladých, který sdružoval ostravské mladé komunisty. Později se stal členem Národního hnutí pracující mládeže, které sdružovalo levicově orientovanou mládež. Činnost hnutí se však nestihla pořádně rozvinout, neboť došlo k rozpadu Československa.
Když Němci obsadili 14. března 1939 Ostravu, stal se členem ilegálního komunistického hnutí mládeže. Dne 3. května 1940 byl gestapem zatčen, vyslýchán a surově bit. V únoru 1942 byl soudem ve Vratislavi odsouzen na tři léta odnětí svobody v ratibořské káznici. V květnu 1943 mu trest skončil, avšak propuštěn na svobodu nebyl. Byl převezen do sběrného tábora Veveří u Brna, odkud byl v červenci 1943 propuštěn. Poté nastoupil zpět u firmy, ve které se vyučil.
Na podzim 1944 mu byla nařízena práce v zákopech na Valašsku. Nejprve pracoval v Zubří u Valašského Meziříčí, později v Juřince. Svým spolubojovníkům poskytoval cenné informace, např. o výrobě plynových masek v místní gumárně. Na Vánoce 1944 odjel do Ostravy, odkud se již do zákopů nevrátil.
Spolu se svým přítelem Václavem Veselým se ukrýval u své matky v Sadové ulici. Ta v té době pracovala jako domovnice, proto synův pobyt ve sklepním bytě nebyl nápadný. V domě navíc bydlel nacistický funkcionář, proto gestapo nepředpokládalo, že by se v domě mohl ukrývat nějaký odbojář. Dne 30. dubna 1945 ráno informoval svou rodinu o příchodu Rudé armády.

## Záchrana mostu
Nejasný je podíl Miloše Sýkory na záchraně mostu přes Ostravici spojujího moravskou a slezskou část Ostravy, po kterém přejížděly jednotky Rudé armády v dubnu 1945 během osvobozování Ostravy. Na základě údajné účasti Miloše Sýkory na zachráně podminovaného mostu byl po válce původně Říšský most přejmenován na most Miloše Sýkory.

### Komunistická verze události
Nejednalo se o náhodný akt, záchrana tohoto mostu byla dlouhodobě plánovanou operací. (Podle jedné z verzí prosazované především komunistickými historiky se Miloš Sýkora podílel na záchraně mostu zásadním způsobem.)
Místní odbojáři věděli již řadu týdnů, že do domu číslo 22 v Kostelní ulici vedou dráty od dynamitové nálože umístěné pod mostem. Paradoxem bylo, že v témže domě se nacházel psací a rozmnožovací stroj, na kterém odbojáři tajně tiskli své letáky.
Když 30. dubna 1945 po 19. hodině přijel k mostu tank číslo 051, Sýkora a jeho přítel Olšák informovali tankisty, že je most podminován. Dobrovolně se přihlásili, že přestřihnou dráty vedoucí k náložím. Dostali nůžky a raketovou pistoli. Po přestřižení drátů a odpálení světlice tank bezpečně přejel most, avšak Sýkora byl při ústupu po železné konstrukci mostu zpozorován Němci, kteří ho zastřelili kulometem.
Smrtelně zraněný Sýkora padl před hostincem Na společenstvu, kde ho našli lidé až druhý den ráno. Byl mezi nimi i otec Konráda Babraje. Když Sýkoru obrátili na záda, uviděli v jeho hrudi hlubokou ránu. Tělo bylo promočené, z čehož nálezci mylně usoudili, že při osvobozování spadl do řeky. Předchozí noc však pršelo.
Krátkodobě byl se sovětskými vojáky pochován na provizorním hřbitově před Novou radnicí, poté na moravskoostravském městském hřbitově. Jeho hrdinský čin připomíná kromě současného jména mostu také pomník na slezské straně řeky, jehož autorem je sochař Konrád Babraj.
Sýkorův přítel Olšák, někdy zmiňovaný jako Olša, je pravděpodobně Miloš Poštulka, jehož příjmení bylo zkomoleno. Poštulka byl ten den přímým účastníkem akce na záchranu mostu. Byl však o den později zraněn granátem a zemřel 4. června 1945 v ostravské nemocnici.
Komunistická verze události byla zpodobněna ve filmu Tanková brigáda režiséra Ivo Tomana z roku 1955, kde Miloše Sýkoru ztvárnil Jiří Vala.

### Alternativní verze události
V pozdějších letech byla Sýkorova účast na záchraně mostu zpochybněna. Bylo vytvořeno několik alternativních verzí celé události, převážně se jednalo o účast německých vojáků.
Podle první z nich rozbušky vytáhl německý vojín Robert Cysarz, který chtěl dezertovat z wehrmachtu. Po tomto činu mu byly poskytnuty civilní šaty a potvrzení pro rudoarmějce, že svým jednáním zachránil poslední most přes Ostravici.
Zásluhu Miloše Sýkory v druhé verzi zpochybnil řezník Rudolf Hanke, který nalezl Sýkorovo mrtvé tělo a přenesl jej před hostinec, kde bylo později nalezeno. Do protokolu vypověděl, že dráty nebyly přestřiženy. Dle jeho výpovědi to byl on, kdo okřikl Němce chystající se odpálit nálože, že to již nemá smysl, neboť Sověti jsou již blízko.
Třetí verzi poskytl Karel Laryš, který tvrdil, že Sýkora byl zastřelen omylem. Most dle něj nezničila německá posádka, kterou přítomní čeští občané přemluvili, aby nálože neodpálila. Za to je Češi předali sovětským vojákům s upozorněním, že most byl zachráněn díky nim. Laryš dále uvedl, že tuto informaci předal několika představitelům strany, ale setkal se jen s odmítnutím a vyhrožováním.